# Megarhyssa macrura
Megarhyssa macrura är en stekelart som först beskrevs av Carl von Linné 1771.  Megarhyssa macrura ingår i släktet Megarhyssa och familjen brokparasitsteklar.

## Underarter
Arten delas in i följande underarter:
- M. m. lunator
- M. m. icterosticta